# 告成镇
告成镇古称阳城，是河南省登封市下辖的一个镇，告成镇总面积约为72.5平方千米，总人口4.4万。夏代，告成是阳邑之地，西周改称颖邑，东周时期为阳城，秦朝在这里设告成县，隶属于颍川郡。

## 行政区划
告成镇下辖以下地区：
告成村、曲河村、双庙村、北沟村、南竹园村、五渡村、贾沟村、茶亭沟村、八方村、森子沟村、范店村、韩界头村、王界头村、杨沟村、豹沟村、苇园沟村、冶上村、王窑村、水峪村、王家门村、庙庄村、田家沟村、石羊关村、蒋庄村、南烟庄村、铝庄村、高界头村、袁窑村、北烟庄村和吴家村。

## 地理
- 箕山
- 邓家山
- 玉案山
- 石淙山
- 偃月山